# Guuwa
Guuwa (auch: Guà, Isola di Quà) ist eine winzige Insel von Somalia. Sie gehört politisch zu Jubaland und geographisch zu den Bajuni-Inseln, einer Kette von Koralleninseln (Barriereinseln), welche sich von Kismaayo im Norden über 100 Kilometer bis zum Raas Kaambooni nahe der kenianischen Grenze erstreckt.

## Geographie
Die Insel schließt sich im Norden an Ambuu an. Weiter nördlich liegen Jabbaabe, Yaamba und Guume, die hier als Isole Giuba bezeichnet werden.

## Klima
Als Klima herrscht heißes Steppenklima mit Monsuneinfluss.